# トリアシショウマ
トリアシショウマ（鳥足升麻、学名: Astilbe odontophylla ）はユキノシタ科チダケサシ属の多年草。春の葉が開く前の若芽は、山菜として食べられている。

## 名称
和名「トリアシショウマ」は、春に萌え出る若芽が鳥の脚によく似た形をしていることから。なお「ショウマ」（升麻）は本来サラシナショウマの仲間の植物の根茎を乾燥させた生薬名で、葉が麻（アサ）に似ることと、これを食べると精がつき男性の陰部が上升（昇）するといわれることに由来する。地方により、若芽はトリアシ、トリノアシ、サンボンアシ、ヤマナともよばれる。

## 分布と生育環境
日本固有種。北海道、本州の中部地方以北の主に日本海側に分布し、亜高山帯、温帯の林床や草原に生育する。山地の林縁、林道や渓流沿いの斜面や、寒冷地では平地にも見られる。

## 形態・生態
多年生草本。根茎は太く横に這い、茎は直立して高さ60センチメートル (cm) ほどになる。根出葉は3回3出複葉で、小葉は長さ5 - 12 cm、幅4 - 10 cmになる卵形から広卵形で、先は尾状に鋭くとがり、基部はふつう心形まれに鈍形になり、縁に不ぞろいの鋭い重鋸歯がある。春に生える若芽は、地上からまっすぐな茎が出て、先が鳥足状に3本に分かれ、全体に赤褐色を帯びて毛に覆われている。
花期は夏（7 - 8月ごろ）。根出葉とは別に高さ40 - 100 cmになる花茎を出し、花茎は分枝しないで数個の茎葉をつけ、その頂に大型の円錐花序をつくり多数の白い花をつける。花序の最下の側枝の長さは12 - 25 cmになり、よく分枝して短腺毛が密生する。萼裂片は5裂し、緑白色で長さ約1.5ミリメートル (mm) の長円形から披針形になる。花弁は白色、さじ形で5個あり、長さ4 - 6 mmになる。雄蕊は10個あり、長さ2.5 - 3 mmになり、花糸は白色で裂開直前の葯は黄白色になる。雌蕊は2個の心皮からなり、花柱は2個ある。果実は蒴果で、長さ3 - 4 mmになり、先端が2つに分かれる。
- 若い芽だしの頃（4月下旬）。
- 花序は円錐状（7月）。
- 葉の側脈にヤマブキショウマほどの平行感がない（7月）。
- 果実（10月）。

## 利用
春、地面から茎が伸び、茎先が最初に3つに分枝し、葉がまだ展開しないものは山菜として食用にされる。葉が開くと茎がかたくなる。採取時期は関東・関西地方が4月、中部地方・東北地方で4 - 5月ごろ、北海道は5月ごろが適期とされ、ワラビと同じように茎のやわらかいところで折り取って採取する。群生するのでたくさん採ることができるが、1箇所ではなく、あちこちから間引くように採取する。自然に折れるところから採るが、手で長時間握っていると硬くなるので、採取したらすぐに袋やかごに入れる。
茹でて水にさらし、おひたし、和え物、酢の物、煮びたしなどにして利用される。また生のまま天ぷら、汁の実、煮物、バター炒めなどにもできる。茹でて水にさらすことにより、茎に生えていた毛は気にならなくなる。食味はかすかな酸味があるが、さほど気にならない程度であるという。かつて山村では、かて飯に用いたといわれる。

## 似た植物
同属のアカショウマ（赤升麻、学名：Astilbe thunbergii ）によく似る。トリアシショウマはアカショウマの変種（学名：Astilbe thunbergii var. congesta ）という考えもある。トリアシショウマは花序の下部の側枝がさらに分枝し、花序が円錐状に密になるのに対し、アカショウマは花序の最下の側枝を除きほとんど分枝しないので花序はまばらに見える。また、トリアシショウマの花序の最下の側枝は長さ12 - 25 cmになるのに対し、アカショウマのそれは長さ6 - 9 cmと短い。3回3出複葉の小葉は、アカショウマの方が幅が狭く、基部は細まり、鋸歯がやや浅い。
生育環境と花期を同じにするバラ科のヤマブキショウマにもよく似る。ヤマブキショウマはバラ科のヤマブキの葉に似ており、株立ちするものが多いのに対し、トリアシショウマは散生する。若い芽のうちは、ヤマブキショウマは、茎が緑色で毛がなく、数段になって分枝するのに対し、トリアシショウマは茎が赤褐色で毛が生え、茎先が鳥の足状に3つに分枝する。芽だしの頃は簡単に区別がつくが成長するとまぎらわしい。また、ヤマブキショウマは、2回3出複葉で、小葉の側脈が平行して葉の縁にまで達し、側脈の平行した様子がはっきりしているのに対し、トリアシショウマは3回3出複葉で、ヤマブキショウマと比べると小葉の側脈の平行感は少ない。また、ヤマブキショウマの雌花の心皮は3個であるのに対し、トリアシショウマは2個である点で異なる。

## 下位分類
- バンダイショウマ Astilbe odontophylla Miq. var. bandaica (Honda) H.Hara - 東北地方から中部地方に分布し、高山に生育する。全体にいちじるしく小型なもの[6]。
- ミカワショウマ Astilbe odontophylla (Miq.) var. okuyamae (H.Hara) H.Hara - 愛知県の特産。根出葉は2回3出複葉。イカリソウを思わせる形態[6]。準絶滅危惧(NT)-2012年環境省レッドリスト。